# 雷蒙德鎮區 (北達科他州卡斯縣)
雷蒙德鎮區（英語：Raymond Township）是位於美國北達科他州卡斯縣的一個鎮區。

## 地方資料
雷蒙德鎮區的面積為89.16平方千米，當中陸地面積為88.97平方千米，而水域面積為0.19平方千米。根據2020年美國人口普查的數據，當地共有人口246人，而人口密度為每平方千米2.76人。